# Berat Tosun
Berat Tosun (* 1. Januar 1994 in Ankara) ist ein türkischer Fußballspieler.

## Karriere

### Verein
Tosun kam in Mamak, einem Stadtteil von Ankara auf die Welt. In Ankara begann er mit dem Vereinsfußball in der Jugend von Gençlerbirliği Ankara. Im Sommer 2011 erhielt er hier einen Profivertrag. Zur nächsten Rückrunde wurde er an den Zweitverein von Gençlerbirliği, an den Viertligisten Hacettepe SK ausgeliehen. Dieser Leihvertrag wurde nach Saisonende zwei weitere Male verlängert. In der Saison 2013/14 erreichte er mit seinem Verein die Play-off-Sieger der TFF 3. Lig und Aufstieg in die TFF 2. Lig.
Zur Saison 2014/15 wurde er in den Kader von Gençlerbirliği involviert. In der Ligapartie vom 28. September 2014 gegen Balıkesirspor erzielte Tosun vor heimischer Kulisse zwei Tore und wurde beim 3:1-Sieg seiner Mannschaft zum Match-Winner.
Für die Rückrunde der Saison 2015/16 lieh ihn sein Verein an Balıkesirspor, für die Saison 2016/17 an Boluspor, für die Rückrunde der Saison 2016/17 an den Zweitligisten Adana Demirspor und für die Saison 2017/18 an den Drittligisten Fethiyespor.

### Nationalmannschaft
Tosun startete seine Nationalmannschaftskarriere 2014 mit einem Einsatz für die türkische U-20-Nationalmannschaft. Ab 2013 spielte er für türkische U-21-Nationalmannschaft.

## Erfolge
Mit Hacettepe SK
- Play-off-Sieger der TFF 3. Lig und Aufstieg in die TFF 2. Lig: 2013/14